# Famiglia DiMeo

Vari membri della Famiglia DiMeo al compleanno di Ray Curto

Nella serie televisiva I Soprano dell'emittente statunitense HBO, la Famiglia DiMeo è un'organizzazione mafiosa di finzione che fa capo al boss Tony Soprano: prima di lui, al potere dal 1999, si erano alternati diversi capi-famiglia.
Per il fatto che, in linea temporale, le vicende raccontate sullo schermo iniziano dall'estate del 1998, poco prima che Tony salisse al potere, è generalmente indicata come Famiglia Soprano: tuttavia, l'organizzazione DiMeo ha una storia decennale nella criminalità organizzata dello Stato del New Jersey. Le bande che costituiscono la Famiglia prendono il nome dagli esponenti di riferimento (gli Aprile e i Soprano sono quelli di lungo corso) e variano a seguito degli omicidi, dei cambi di ruolo, delle incarcerazioni e delle nuove entrate.
Strutturata a forma piramidale l'organizzazione è costituita da un nucleo centrale e 5 bande (o squadre, come spesso vengono indicate nella traduzione italiana), i cui capi, o capitani (o anche capimandamento), si sono alternati nel corso delle stagioni o di cui si fa riferimento nei dialoghi.
È basata sulla vera famiglia mafiosa dei DeCavalcante.
Molti altri personaggi sono inseriti in questa lista, perché legati in modo diverso alle attività criminali e relazionali della Famiglia: alcuni di essi non appaiono direttamente sullo schermo ma vengono tuttavia nominati e le loro azioni si riflettono nelle vicende della Famiglia.

## Storia

### Formazione
Si ritiene che la Famiglia DiMeo sia stata formata nel New Jersey negli anni cinquanta dal primo boss, Domenico Ercole "Eckley" DiMeo.
Membri dell'organizzazione furono, dagli anni sessanta, i fratelli Johnny Boy Soprano (padre di Tony) e Corrado Junior Soprano, oltre a Michele "Feech" La Manna.
I fratelli Soprano ebbero un ruolo chiave nell'organizzazione DiMeo, con le due bande capitanate da Johnny Boy e Junior: intrattennero subito legami criminali con le cosiddette "Cinque famiglie" di New York: in particolare con la Famiglia Lupertazzi (il cui boss era Carmine Lupertazzi).
Nonostante il boss fosse DiMeo, nell'ultima puntata della serie Tony, parlando con zio Junior, conferma che il comando della famiglia mafiosa nel Nord New Jersey era, di fatto, in mano ai due fratelli Soprano.
Il nome DiMeo è stato scelto dagli sceneggiatori basandosi sul nome di uno dei capi della vera famiglia mafiosa dei Gambino, Roy DeMeo, che operò a New York dagli anni settanta al 1982.

### La crisi dell'83
Durante i primi anni ottanta molti membri della cosca DiMeo vennero arrestati, provocando così il più grande vuoto tra le sue file dai tempi della formazione. Tra gli imprigionati, Michele "Feech" La Manna, condannato a vent'anni nel 1984.
Fu durante quella "crisi" tra le file dell'organizzazione che Salvatore "Big Pussy" Bonpensiero, della banda di Johnny Boy, prese con sé il giovane Tony affinché si facesse le ossa nell'ambiente criminale, commettendo il suo primo omicidio.

### Ascesa di Tony Soprano
Johnny Boy morì di enfisema nel 1986: prima di morire, designò il figlio Tony per la sua successione a capo (capitano) della banda Soprano. Tony fu il più giovane capitano nella storia della Famiglia DiMeo (all'epoca aveva 27 anni): alla sua ascesa contribuì il colpo alla bisca clandestina di "Feech" La Manna, compiuta assieme al capo della banda Aprile, Jackie Aprile Sr.. Tony ebbe subito l'appoggio di quelli che in seguito divennero i suoi uomini di fiducia: Big Pussy, scassinatore della banda, ma anche il fedele soldato del padre Johnny Boy, Paulie Gualtieri, e l'amico d'infanzia, il futuro consigliere della famiglia Silvio Dante.
Sulla sua fortuna pesa però l'ombra del carcere evitato a danno del cugino Tony Blundetto, catturato e condannato a 17 anni di carcere, per un colpo che avrebbero dovuto compiere assieme e a cui invece Tony non partecipò. Il futuro boss si è sempre sentito in colpa per aver preso in mano le redini dell'organizzazione mentre il cugino se ne stava in galera.

### Jackie Aprile nuovo boss
Dominic DiMeo, capo della famiglia condannato all'ergastolo, nel 1995 designò Jackie Aprile Sr. come boss in attività, dopo esser stato colpito dalle sue abilità di leader. Si deduce, comunque, che gli associati si aspettassero la nomina a boss di uno dei Soprano (o al vecchio zio Junior o al giovane Tony) e che la scelta fosse solo rimandata di qualche anno, come infatti avvenne. Gli anni di potere di Jackie Aprile (1995 - 1998) furono tranquilli e prosperosi e i membri della famiglia non ebbero mai da lamentarsi sulla gestione degli affari e delle dispute interne.
L'organizzazione delle Bande era la seguente:
|  |  |  |  |               |               |               |               |               |               |  |  |                  |                  |                  |                  |                  |                  |  |  |               |               |               |               | Jackie Aprile Sr |               |  |  |             |             |             |             |             |             |  |  |              |              |              |              |              |              |  |  |              |              |              |              |              |              |  |  |
|  |  |  |  |               |               |               |               |               |               |  |  |                  |                  |                  |                  |                  |                  |  |  |               |               |               |               |                  |               |  |  |             |             |             |             |             |             |  |  |              |              |              |              |              |              |  |  |              |              |              |              |              |              |  |  |
|  |  |  |  |               |               |               |               |               |               |  |  |                  |                  |                  |                  |                  |                  |  |  |               |               |               |               |                  |               |  |  |             |             |             |             |             |             |  |  |              |              |              |              |              |              |  |  |              |              |              |              |              |              |  |  |
|  |  |  |  | Banda Soprano | Banda Soprano | Banda Soprano | Banda Soprano | Banda Soprano | Banda Soprano |  |  | Banda Jr Soprano | Banda Jr Soprano | Banda Jr Soprano | Banda Jr Soprano | Banda Jr Soprano | Banda Jr Soprano |  |  | Banda Altieri | Banda Altieri | Banda Altieri | Banda Altieri | Banda Altieri    | Banda Altieri |  |  | Banda Curto | Banda Curto | Banda Curto | Banda Curto | Banda Curto | Banda Curto |  |  | Banda Barese | Banda Barese | Banda Barese | Banda Barese | Banda Barese | Banda Barese |  |  | Banda Aprile | Banda Aprile | Banda Aprile | Banda Aprile | Banda Aprile | Banda Aprile |  |  |

### Soprano vs Soprano
Nel 1998, i medici diagnosticarono a Jackie Aprile un cancro dello stomaco in stadio avanzato, e Tony Soprano, assai legato a Jackie, cominciò ad assumere via via sempre più poteri al fine di sostituirlo alla guida dell'organizzazione.
Corrado Junior Soprano, lo zio di Tony, vide questo fatto come un insulto al suo onore e alla sua persona. Nel corso dei mesi, la tensione tra i due Soprano crebbe costantemente; quando Jackie Aprile morì a Settembre del 1998, i capiregime si riunirono per nominare il nuovo boss.
Tony, che molti vedevano come successore designato, rifiutò apparentemente la carica, consegnandola allo zio: in verità la "riconciliazione" con Corrado era finalizzata a una più oculata gestione del nuovo potere: Corrado di fatto finiva sotto i riflettori dell'FBI (sgombrando così il campo a Tony) e le bande avrebbero comunque fatto riferimento a lui per la gestione degli affari.
Quando la situazione precipitò a causa di Livia e s'innescò la ritorsione verso Tony, quest'ultimo ordinò di far fuori i membri chiave della banda di Junior: lo stesso Junior si salvò dalla vendetta solo perché venne arrestato. Tony succedette a Corrado e prese il controllo della famiglia e di tutte le attività criminali dello zio, nominò Silvio Dante come suo consigliere e promosse Paulie Gualtieri a capo della sua vecchia banda, ribattezzandola Banda Gualtieri. Con la morte di Jimmy Altieri, scopertosi un traditore, Carlo Gervasi lo rimpiazzò come caporegime, ribattezzando così anche la banda.

### Il Dopoguerra del 2007
Dopo la guerra del 2007 coi Lupertazzi, Tony promuove Paulie Gualtieri a vice boss dato che Bobby Baccalieri è morto e Silvio è in coma, così il nuovo capo mandamento dei Soprano diviene Patsy Parisi. Nel frattempo Carlo Gervasi tradisce i Soprano e la sua banda si estingue. Le uniche bande rimaste sono la Banda Soprano con Patsy Parisi e la Banda Barese con Albert "Ally Boy" Barese, mentre Tony Maffei diviene il capo mandamento della Banda Junior/Baccalieri, con Paulie vice boss, Silvio consigliere (anche se in coma) e Tony boss assoluto del New Jersey.
|  |  |  |  |  |  |  |  |  |  |  |  |  |  |                        |                        |                        |                        |                        |                        |                  |                  |                      |                      | Tony Soprano         |                      |                      |                      |              |              |              |              |              |              |              |              |  |  |  |  |  |  |  |  |  |  |  |  |  |  |  |  |  |  |
|  |  |  |  |  |  |  |  |  |  |  |  |  |  |                        |                        |                        |                        |                        |                        |                  |                  |                      |                      |                      |                      |                      |                      |              |              |              |              |              |              |              |              |  |  |  |  |  |  |  |  |  |  |  |  |  |  |  |  |  |  |
|  |  |  |  |  |  |  |  |  |  |  |  |  |  |                        |                        |                        |                        |                        |                        |                  |                  |                      |                      |                      |                      |                      |                      |              |              |              |              |              |              |              |              |  |  |  |  |  |  |  |  |  |  |  |  |  |  |  |  |  |  |
|  |  |  |  |  |  |  |  |  |  |  |  |  |  |                        |                        |                        |                        |                        |                        | Paulie Gualtieri | Paulie Gualtieri | Paulie Gualtieri     | Paulie Gualtieri     | Paulie Gualtieri     | Paulie Gualtieri     | Silvio Dante         | Silvio Dante         | Silvio Dante | Silvio Dante | Silvio Dante | Silvio Dante |              |              |              |              |  |  |  |  |  |  |  |  |  |  |  |  |  |  |  |  |  |  |
|  |  |  |  |  |  |  |  |  |  |  |  |  |  |                        |                        |                        |                        |                        |                        | Paulie Gualtieri | Paulie Gualtieri | Paulie Gualtieri     | Paulie Gualtieri     | Paulie Gualtieri     | Paulie Gualtieri     | Silvio Dante         | Silvio Dante         | Silvio Dante | Silvio Dante | Silvio Dante | Silvio Dante |              |              |              |              |  |  |  |  |  |  |  |  |  |  |  |  |  |  |  |  |  |  |
|  |  |  |  |  |  |  |  |  |  |  |  |  |  |                        |                        |                        |                        |                        |                        |                  |                  |                      |                      |                      |                      |                      |                      |              |              |              |              |              |              |              |              |  |  |  |  |  |  |  |  |  |  |  |  |  |  |  |  |  |  |
|  |  |  |  |  |  |  |  |  |  |  |  |  |  | Banda Aprile/Gualtieri | Banda Aprile/Gualtieri | Banda Aprile/Gualtieri | Banda Aprile/Gualtieri | Banda Aprile/Gualtieri | Banda Aprile/Gualtieri |                  |                  | Banda Soprano/Parisi | Banda Soprano/Parisi | Banda Soprano/Parisi | Banda Soprano/Parisi | Banda Soprano/Parisi | Banda Soprano/Parisi |              |              | Banda Barese | Banda Barese | Banda Barese | Banda Barese | Banda Barese | Banda Barese |  |  |  |  |  |  |  |  |  |  |  |  |  |  |  |  |  |  |

## Membri principali dell'organizzazione centrale

### Jackie Aprile, Sr.
- Interprete: Michael Rispoli

Predecessore di Tony al comando della famiglia Di Meo, muore di tumore nel corso della prima stagione.

### Domenico Ercole "Eckley" DiMeo
Fondatore della Famiglia, è stato il boss negli anni cinquanta e sessanta della Famiglia fino al suo arresto negli anni ottanta, quando venne condannato all'ergastolo. Si deve a lui la nomina di "Jackie" Aprile boss dei DiMeo.

Non viene mostrato mai sullo schermo e tutte le informazioni si evincono dai dialoghi successivi. Nel film prequel vi è tuttavia una rapida apparizione di "Old Man", interpretato da David Chase.

### Michael "Mikey Grab Bag" Palmice
- Interprete: Al Sapienza
- doppiatore: Franco Mannella

Soldato fedelissimo a Junior, Mikey Palmice è coprotagonista della prima stagione. Si segnala per l'uccisione di Rusty Irish, uno spacciatore che aveva venduto droga al nipote di un amico di Junior. Alla resa dei conti tra Tony e zio Junior (finale della stagione 1) viene ucciso in un bosco da Paulie e Chris, mentre era uscito a far jogging.

### Joseph Sasso
- Interprete: Sconosciuto

Joseph "Beppy" Sasso è un membro di alto rango del clan dei DiMeo. Infatti è stato per molti anni un capo mandamento sotto Ercole "Old Man Eckley" DiMeo. In seguito all'arresto di quest'ultimo divenne il viceboss della famiglia sotto Jackie Aprile Sr. anche se probabilmente era un vice di facciata. Beppy diviene importante con la promozione di Junior a boss del Clan DiMeo. Infatti Sasso essendo il suo vice diviene dal 1998 al 1999 vice boss della Famiglia DiMeo. A Marzo del 1999 organizza con Junior e gli altri membri della Banda Junior Soprano la morte di Tony. L'attentato però fallisce e Tony fa uccidere Mikey Palmice, Chucky Signore e più avanti anche Philly Spoons mentre Beppy viene arrestato con Junior e Lawrence Barese e condannato all'ergastolo per estorsione federale. In seguito Tony si instaura come boss e Paulie diviene vice boss mentre Silvio consigliere dei DiMeo. "Beppy" Sasso, da non confondere con Giuseppe "Beppy" Scerbo (soldato della banda di Junior) ha l'apparizione più breve fra tutti i personaggi della serie, quando apre la porta della sua casa vestito con un accappatoio.

## Banda Soprano/Parisi

### Storia
La Banda è stata fondata nel corso del 1960 da John Francis Soprano detto "Johnny Boy". Johnny Boy era un grande amico del boss Ercole DiMeo che dunque gli diede il permesso di creare una sua banda e fece lo stesso con il fratello di Johnny, Corrado. Nacquero così le bande Junior e Soprano che si unirono alle Bande Curto e La Manna all'interno del clan DiMeo.
Johnny insieme a Feech La Manna era uno dei mafiosi più temuti e rispettati di tutta la Famiglia DiMeo. Tra i suoi più stretti collaboratori ci sono: Richard "Dickie" Moltisanti (padre di Christopher, a sua volta cugino di Carmela DeAngelis), Patrizio "Zio Pat" Blundetto (cugino di Johnny) e Paul "Paulie Walnuts" Gualtieri (bodyguard di Johnny e suo uomo di fiducia). Inoltre nel corso degli Anni 80 Johnny ha introdotto suo figlio Anthony "Tony" Soprano e i suoi amici: Silvio "Sil" Dante e Salvatore "Big Pussy" Bonpensiero. Questi ultimi tre si dimostrarono mafiosi particolarmente capaci e Johnny ne andò molto fiero. Dopo l'arresto e la condanna a 20 anni di carcere per Feech La Manna, Johnny divenne automaticamente il nuovo futuro successore di Eckley DiMeo. Tuttavia nel 1986 Johnny morì di enfisema.
Prima della morte, Johnny aveva designato il figlio Tony come il futuro capo mandamento della Banda Soprano. Silvio divenne così il secondo in comando della Banda Soprano. Tony era benvoluto e rispettato da tutti gli altri membri del clan DiMeo e probabilmente era il capo mandamento più importante di tutta la Famiglia dopo Giacomo "Jackie" Aprile Sr. che nel 1995 divenne il boss del clan con l'arresto di Ercole DiMeo. Tony e il suo collega James "Little Jimmy" Altieri erano i più giovani capi mandamento di maggior successo nel corso degli anni 1990. Nel 1998 a Jackie Aprile venne diagnosticato un cancro all'intestino e pochi mesi dopo morì in ospedale. I capi mandamento più importanti, ovvero Jimmy Altieri, Ray Curto e Larry Boy Barese, volevano che Tony prendesse il posto di Jackie nella famiglia considerando Junior non idoneo, dato che la sua banda era la più odiata del clan. Tony tuttavia rifiuta consegnando il trono dei DiMeo a Junior: in realtà però questa è solo una tattica dato che Junior finisce sotto i riflettori dell'FBI e gli altri capi mandamento continuano a fare affidamento su Tony per gli affari. Junior, scoperto da Livia che Tony va dall'analista, su consiglio di Mikey Palmice, organizza un complotto contro Tony allo scopo di ucciderlo. L'attentato però non va a buon fine e Tony, venuto a sapere dall'FBI del fatto che Junior fosse il mandante, ordina la morte di tutti i membri della cospirazione: Junior viene arrestato, Beppy Sasso viene condannato all'ergastolo, Mickey Palmice viene brutalmente assassinato da Chris e Paulie, Chucky Signore viene personalmente eliminato da Tony, e infine Donny Paduano viene ucciso nella sua auto. Tony così succede a Corrado e s'instaura come nuovo boss del clan DiMeo. In seguito però il gemello di Patsy Parisi, Philly Spoons Parisi, mette in giro delle voci su Tony e sua madre con lo scopo di scatenare un ammutinamento. Tony allora lo fa uccidere dal soldato Gigi Cestone. Tony dunque promuove i suoi uomini facendo divenire Silvio Dante consigliere e Paulie Gualtieri capo mandamento della Banda Soprano.
Dopo la scalata al potere di Tony, Paulie diventa il nuovo capo mandamento dei Soprano. Paulie è un capo ragionevole anche se molti soldati non lo rispettano, ma ha una debolezza: è molto geloso di Chris Moltisanti divenuto rapidamente un affiliato. Ciò lo fa arrabbiare poiché lui non era neanche un associato e dava la colpa di ciò al fatto che Chris (cugino di Carmela) è amato come un nipote da Tony. Inoltre Paulie ha sempre avuto l'ossessione di essere colui che porta di più alla famiglia DiMeo, cosa che non era vera dato che la Banda Aprile è sempre stata la migliore nel guadagno qualunque fosse il capo. Nel corso del 2002 la fedeltà di Paulie viene messa a dura prova dato che si sente maltrattato da Tony, e allora in carcere si avvicina ai Lupertazzi fornendo varie informazioni a Johnny Sack. In seguito però scopre che non era mai stato veramente considerato né da Johnny né da Carmine Lupertazzi. Pur essendo il capo della banda più grande dei DiMeo, Paulie non era certamente il migliore tra i capi, e nel 2006 inizia a perdere la stima di Tony. Tuttavia nel corso della guerra del 2007 decise di rimanere fedele ai DiMeo e di non aderire ai Lupertazzi. Con la morte di Bobby Baccalieri Jr. e il coma di Silvio, Tony ha bisogno di un nuovo Vice boss e dunque promuove Paulie a questo ruolo (anche se a malincuore dato che l'altro candidato era Ally Boy Barese, che è antipatico a Tony).
Con la promozione a Vice boss di Paulie, Tony decide di promuovere a capo della Banda Soprano il vecchio soldato Pasquale "Patsy" Parisi che diventa così capo mandamento della Banda Soprano dal 2007 in poi. Inoltre Patsy s'imparenta con Tony dato che il figlio Patrick si sposa con Meadow, la figlia di Tony. Patsy diventa così il gestore delle principali attività criminali della famiglia. Inoltre sotto Patsy la Banda Soprano, la Banda Barese e la Banda Aprile sono le uniche che rimangono intatte, sotto il comando di Tony.

### Matthew Bevilaqua
- Interprete: Lillo Brancato
- Doppiatore: Davide Lepore

Giovane broker, aspirante gangster, lavora per Christopher Moltisanti assieme al suo amico Sean Gismonte.

### Patrizio "zio Pat" Blundetto
- Interprete: Frank Albanese
- doppiatore: Sergio Graziani

Anziano soldato, Pat si era ritirato in una fattoria nello Stato di New York. Poi però, convinto da sua figlia Luise, vende la proprietà e il terreno e si trasferisce in Florida. Fa visita diverse volte a Junior quando è ricoverato al centro psichiatrico.

### Brendan Filone
- Interprete: Anthony DeSando
- doppiatore: Christian Iansante

Amico di Christopher Moltisanti agli inizi della sua carriera, particolarmente sciocco.

### Paul "Little Paulie" Germani
- Interprete: Carl Capotorto
- Doppiatore: Alberto Angrisano

Nipote del boss in seconda Paulie Gualtieri.

### Furio Giunta

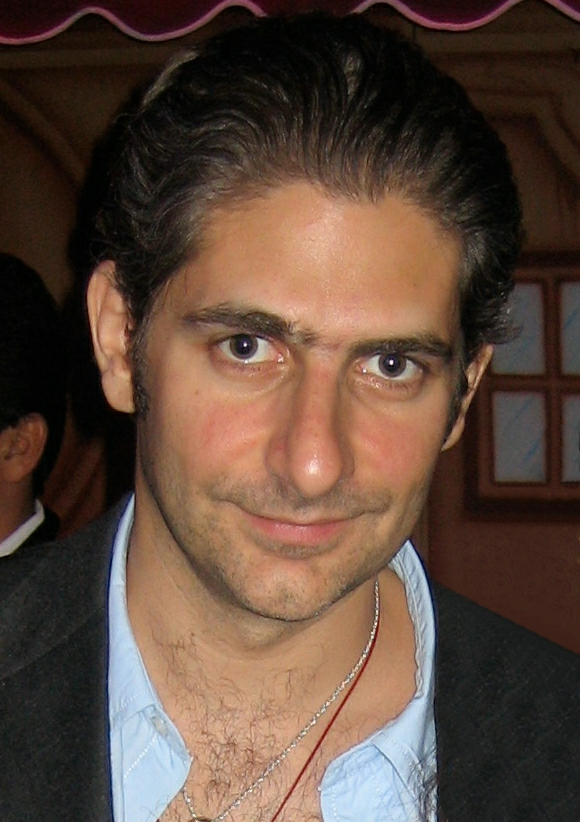
Michael Imperioli è Christopher Moltisanti

- Interprete: Federico Castelluccio

### Altri personaggi
- Alfie, interpretato da Michael Goduti. Lavora per Little Paulie.
- Perry Annunziata, interpretato da Louis Gross. Giovane ragazzo pompato, per un periodo farà da autista per Tony Soprano.
- Corky Caporale, interpretato da Edoardo Ballerini, doppiato da Gianluca Solombrino. È il contatto della famiglia DiMeo con dei sicari napoletani.
- Frankie Cortese, interpretato da Tony Siragusa. È un soldato dei DiMeo, è stato anche autista per Tony Soprano.
- Peter "Bissell" LaRosa, interpretato da Jeffrey M. Marchetti. Peter è probabilmente un affiliato o un soldato dei DiMeo. Lavora alla macelleria Da Satriale ed è tra coloro che sorvegliano il cantiere dell'Explanade. L'unico omicidio che gli si vede commettere è quello di Credenzo Curtis e Stanley Johnson, che dovevano uccidere Carmine Lupertazzi, poi annullato. Lo si vede partecipare al funerale di Nucci Gualtieri, assieme a Jason Molinaro e pochi altri.
- Cary De Bartolo, interpretato da James Vincent Romano. Cary è un soldato sovrappeso dei DiMeo. Partecipa assieme a Paulie alla rapina di una banda di colombiani che finisce in una carneficina. Inoltre cerca di estorcere soldi a un barelliere del pronto soccorso che Tony riteneva responsabile di avergli rubato 2000 dollari.
- Burt Gervasi, interpretato da Artie Pasquale. Cugino di Carlo Gervasi, assieme a Patsy Parisi si occupa della riscossione del pizzo ai commercianti. Viene ucciso con una garrotta da Silvio Dante in casa sua per aver tradito i DiMeo con i Lupertazzi.
- Gaetano Giarizzo, interpretato da Stelio Savante. È uno scagnozzo di Furio Giunta venuto dall'Italia, lavorerà per i DiMeo con Furio per un periodo.
- Sean Gismonte, interpretato da Chris Tardio, doppiato da Alessandro Quarta. Lavora insieme a Matthew Bevilacqua per Christopher Moltisanti.
- Georgie Santorelli, interpretato da Frank Santorelli. È il barista del Bada Bing, picchiato più volte da Tony.
- Corky Ianucci, interpretato da …
- Richard "Dickie" Moltisanti. Padre di Christopher, è un personaggio cruciale nella vita del figlio. Viene solo nominato nei dialoghi senza mai apparire sullo schermo.
- Fabian "Febby" Petrulio, interpretato da Tony Ray Rossi. Si vendette alla polizia molto tempo prima delle vicende della serie, verrà trovato per caso da Tony.
- James "Murmur" Zancone, interpretato da Lenny Venito. Amico di Christopher, è un soldato dei DiMeo. Tony non lo sopporta e lo allontana quando nel retro del Bada Bing si parla dell'omosessualità di Vito. Informa anche Silvio e Paulie che al posto di Phil è stata uccisa la sua amante e il suo padre.

## Banda Aprile/Gualtieri

### Storia
La Banda venne fondata nel 1970 dal mafioso Richard "Richie" Aprile quando il boss Ercole DiMeo, considerando Richie un astro nascente della Famiglia gli dà il permesso di creare una sua Banda. La Banda Aprile venne valutata come una delle migliori Bande della Mafia nel corso degli anni 70-80. Inoltre gli Aprile con i Soprano sono le Bande storiche della Famiglia che ci sono dalla sua formazione. Nel 1989 Richie è stato arrestato e condannato a 10 anni di carcere. Su volontà di Ercole DiMeo il nuovo capo della Banda Aprile fu Giacomo "Jackie" Aprile Sr., fratello minore di Richie e suo braccio destro. Con Jackie al comando la Banda degli Aprile crebbe sempre di più grazie soprattutto ai membri intelligenti e brutali Ralph Cifaretto o i Fratelli Spatafore, Vito e Bryan, nipoti di Jackie e Richie. Tuttavia la Banda nel 1995 è caduta nel caos. Infatti Ercole DiMeo venne condannato all'ergastolo e non avendo designato un successore tutti videro Jackie come il giusto boss. Jackie divenne il nuovo boss dei DiMeo ma decise di trasferire la Banda Aprile a Miami per entrare nel commercio della cocaina. Riluttante la Banda lasciò il New Jersey e Jackie divenne boss della Famiglia DiMeo. Tuttavia nel 1998 gli viene diagnosticato un cancro e muore lasciando un vuoto di potere. Dopo gli eventi tra Tony e Junior, a Giugno del 1999 all'uscita di Richie Aprile dal carcere, Tony da il permesso ad alcuni membri della Banda Aprile di tornare in New Jersey come nel caso dei Fratelli Spatafore, che tornarono molto ricchi, oppure come Ralph Cifaretto ed Eugene Pontecorvo. Richie appena uscito di galera va da un affiliato alla Banda Soprano, Bensie Gaeta, gestore di due pizzerie che sono una copertura per un fiorente spaccio di eroina gestito da Tony e Silvio in persona. Richie prestò i soldi a Bensie per aprire le pizzerie e approfittando della sua assenza non lo ha mai pagato. Così lo aggredisce e investendolo con l'auto lo rende paralitico. Tony venutolo a sapere si arrabbia moltissimo con Richie dato che gli portava molti soldi col suo giro di droga. Richie allora scontento del comando di Tony medita di ucciderlo e trova un alleato nel vecchio Junior che in attesa del processo è ai domiciliari. Richie va a cercare appoggio nei Fratelli Albert e Lawrence Barese capi della Banda Barese che però non vogliono mettersi contro Tony. Richie allora medita di eliminare anche loro ma Junior rifiuta considerando folle l'idea di uccidere un capo mandamento e suo fratello. Junior allora capendo che per Richie è finita rivela tutto a Tony con la quale medita l'omicidio. I due però sono anticipati da Janice che dopo una violenta lite lo ha ucciso a colpi di pistola. Tony allora fa fare a pezzi il corpo di Richie e sparge in giro la voce che è entrato nel programma protezione testimoni. Con la morte di Richie, Tony promuove come capo mandamento della Banda Aprile Gigi Cestone per il suo ruolo nell'omicidio di Philly Spoons Parisi. Tuttavia Gigi comanderà la Banda solo dall'Estate del 2000 fino a Novembre dello stesso anno in cui muore per un infarto mentre è al bagno. Seppur non volendo Tony è costretto a promuovere a capo mandamento Ralph Cifaretto con cui non è mai andato d'accordo. Ralph comanda la Banda Aprile col pugno di ferro anche se disprezzato da tutti gli altri capi dei DiMeo, portando molti soldi a Tony. Ralph ad una cena fa una battuta molto offensiva su Ginny Sack moglie di Johnny vice boss dei Lupertazzi. Paulie, in prigione, venutolo a sapere, lo dice a Johnny per guadagnarsi la sua fiducia. Johnny arrabbiatissimo chiede la testa di Ralph a Carmine Lupertazzi che rifiuta però di uccidere un capi mandamento. Johnny arrabbiato ordina lo stesso la morte di Ralph Miami ma Carmine allo stesso tempo chiede a Tony di uccidere Johnny per non avere più problemi con lui. Tony allora manda a Boston Silvio e Chris che si incontrano con Lou "DiMaggio" Gallina, feroce killer a capo degli Atwell Avenue Boys banda di feroci killer e trafficanti di armi di Boston. Alla fine però Johnny accetta le scuse e così sia il suo omicidio che quello di Ralph vengono annullati. Ralph nel frattempo acquista un cavallo con Tony chiamato Pie-O My e Tony ci si affeziona moltissimo. Dopo un po' però il figlio di Ralph ha un incidente con un arco e Ralph per pagare le spese manda a fuoco le stalle facendo morire Pie-O My e ottenendo i soldi dell'assicurazione. Tony venutolo a sapere va a casa di Ralph e quando questi lo ammette inizia un violento scontro tra i due che termina con la morte di Ralph. Tony poi chiama Chris e cin lui fa a pezzi il corpo di Ralphie per poi buttarlo in mare. Tony allora promuove immediatamente Vito Spatafore a capo mandamento della Banda Aprile. Vito diventa un uomo di punta dei DiMeo portando ogni settimana più soldi di tutti gli altri ricavati soprattutto dall'edilizia. Vito così pensa di diventare il boss temporaneo dei DiMeo durante il ricovero di Tony per l'attacco subito da Junior in preda alla demenza, ma Silvio consigliere e braccio destro di Tony ne prende il posto temporaneo. Una sera in un bar gay Vito viene scoperto da due affiliati di una famiglia che spargono subito la voce. Vito impaurito dalle ripercussioni fugge in New Hampshire dove inizia una nuova vita con un uomo. A New York Phil Leotardo vuole la testa di Vito per averlo disonorato essendo Vito sposato con la cugina di Phil. Nel Novembre del 2006 Vito in preda ai ricordi torna in New Jersey e li in un motel viene trovato e barbaramente ucciso da Fat Dom e Gerry Torciano mentre Phil guarda.
Con la morte di Vito, Tony, adirato con Phil, promuove Carlo Gervasi a capo mandamento degli Aprile. Carlo però risulta incapace portando molto meno denaro rispetto a Vito. In seguito all'arresto del figlio di Carlo per spaccio di droga, quest'ultimo diventa un informatore e un pentito. Tony allora chiede a Paulie di diventare il capo mandamento degli Aprile che all'inizio rifiuta ma poi accetta e diventa capo mandamento degli Aprile gestendo per Tony l'edilizia a New York.

### Richie Aprile
- Interprete: David Proval
- Doppiatore: Antonio Palumbo

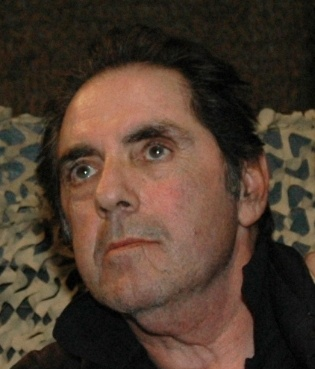
David Proval interpreta Richie Aprile

 Antagonista principale della seconda stagione, Fratello maggiore di Jackie Aprile, Sr., boss della Famiglia DiMeo, Richie esce di galera nel 1999 e subito si presenta deciso a riprendersi un ruolo di comando all'interno della famiglia, che è sotto il comando di Tony Soprano.
Tra i due nascono subito conflitti, in quanto Richie non riesce ad accettare che sia Tony il nuovo boss: per questo trama alle sue spalle con zio Junior per eliminarlo. Le incomprensioni tra Tony e Richie sono aggravate dall'attentato che quest'ultimo compie verso l'affiliato Bensie Gaeta (lo investe con l'auto e lo rende paralitico) e soprattutto dal fidanzamento con la sorella di Tony, Janice.
Fra Janice e Richie si tratta di un ritorno di fiamma: i due infatti si erano già frequentati in gioventù e poi si erano persi di vista quando Janice era andata a Seattle. Riprendono la relazione infischiandosene delle voci sul loro conto e della presa di posizione di Tony, che li considera entrambi inaffidabili e fonte di guai.
I due arrivano al punto di sposarsi (ep. 25): ma l'insinuazione di Janice sull'omosessualità del figlio di Richie, Richie Jr., fa scatenare una furibonda lite, in cui Richie colpisce Janice con un pugno in pieno volto.
Spinta dalla collera, la sorella di Tony prende una pistola e spara da pochi metri in pieno petto al suo futuro sposo. Compiuto l'omicidio, Janice chiama Tony che giunge nella casa materna dove i due abitavano. Tony dà l'ordine a Chris e a Furio di far sparire il cadavere, che infatti viene fatto a pezzi nel retro della macelleria Da Satriale.
Dopo la morte appare in sogno a Tony nell'episodio 63, Sogni angoscianti.

### Gigi Cestone
- Interprete: John Fiore
- Doppiatore: Franco Mannella

Soldato fedele di Junior, dopo aver scontato una breve pena detentiva esce di prigione e subito dopo uccide su ordine di Tony Philip "Philly Spoons" Parisi, reo di aver messo in giro voci su Tony e sua madre. Per i suoi servigi Tony lo rende "uomo d'onore" e lo promuove a capo della Banda Aprile. Tuttavia Ralph, forte dell'appoggio dei soldati degli Aprile, non riconosce la sua autorità e gli causa diversi problemi, infliggendogli un notevole stress. Dopo la vicenda di Bryan Spatafore è sua l'idea di usare Bobby Baccalieri Sr. per uccidere Salvatore "Mustang Sally" Intile come punizione. L'omicidio avviene ma subito dopo Bobby Sr. (che era malato terminale) ha un infarto e muore. Poco tempo dopo, durante una partita a carte in compagnia di altri membri della banda, si apparta momentaneamente per defecare e ancora seduto sul gabinetto viene stroncato da un arresto cardiaco, probabilmente causato dal notevole stress che l'essere caporegime gli provocava. Al suo posto viene promosso Ralph Cifaretto.

### Peter "Beansie" Gaeta
- Interprete: Paul Herman.

Affiliato dei DiMeo, Beansie gestisce due pizzerie molto redditizie e si occupa di spaccio di droga. Quando Richie esce di prigione pretende i soldi prestati a Beansie per la costruzione delle due pizzerie. Quando questi glieli nega, Richie lo investe in un'imboscata con l'automobile lesionandogli il midollo spinale e rendendolo paraplegico. Tony va su tutte le furie, perché Beansie era suo amico e pagava lui per i suoi affari. Dopo vari intrallazzi, Beansie si trasferisce a Miami con la famiglia.

### Altri personaggi
- Dante "Buddha" Greco, interpretato da Anthony J. Ribustello. Soldato, fa per un periodo l'autista e la guardia del corpo di Tony. Ha lo stesso nome del fu membro della Famiglia Lucchese "Buddha" Greco, che partecipò al colpo all'Air France.
- Robert "Bobby" Coniglio, interpretato da Vito Antuofermo.
- "Big" Frank Cippolina, interpretato da Michael Squicciarini.
- Corky DiGioia, interpretato da Duke Valenti. Appare nell'episodio 57
- Don "Donny K." Kafranza, interpretato da Raymond Franza. Soldato dei DiMeo prima lavorerà per Richie Aprile e poi per Ralph Cifaretto.
- Kevin "Dogsy" Interdonato, interpretato da Kevin Interdonato.
- Jason Molinaro, interpretato da William DiMeo. Giovane soldato dei DiMeo.
- Carlo Renzi, interpretato da Louis Crugnali. Amico di Jackie Aprile Jr, partecipa con lui alla rapina alla bisca.
- Bryan Spatafore, interpretato da Vincent J. Orofino, fratello di Vito Spatafore, non ha legami con il crimine organizzato. Riporta gravi danni cerebrali dopo essere stato brutalmente picchiato per motivi futili da "Mustang Sally" Intile.
- Sunshine, interpretato da Paul Mazursky, giocatore di poker spesso presente alle partite organizzate dalla banda DiMeo. Appare negli episodi 19 e 38. Viene ucciso da Jackie Aprile Jr. durante la rapina alla bisca perché continuava a parlare per tutta la durata di quest'ultima, innervosendolo.
- Dino Zerilli, interpretato da Andrew Davoli. Amico di Jackie Aprile Jr, partecipa con lui alla rapina alla bisca.

## Banda Junior Soprano/Baccalieri

### Storia
La banda è stata fondata nel 1960 da Corrado "Junior" Soprano allora capo di alto rango dei DiMeo insieme al fratello Johnny. Corrado era un socio e amico del boss dei DiMeo, Ercole, che per amicizia e il suo lavoro con Johnny, decide di dargli una banda tutta sua. La banda di Junior fino al 1990 è stata di sicuro la più grande del clan DiMeo. Nonostante questo è stata di sicuro la banda più odiata all'interno della Famiglia DiMeo. Questo perché era composta da uomini con una fama generalmente brutta come: Joseph "Beppy" Sasso, Michael "Mikey Grab Bag" Palmice, Philip "Philly Spoons" Parisi e Charles "Chucky" Signore. Dopo la morte di Jackie Aprile Sr. si accende il conflitto tra Junior e Tony per il controllo del clan. Tony consegna il trono a Junior ma solo per farlo finire sotto i riflettori dell'FBI e farlo stare contento mentre gli altri capi mandamento continuavano a fr riferimento a lui per gli affari.
Quando Junior scopre da Livia che Tony va da un analista, sotto consiglio di Mikey Palmice, decide di farlo fuori. Così nacque una cospirazione ordita da Junior e tutti i membri della Banda sopra elencati. L'attentato fallisce e Tony si salva rimanendo solo ferito ad un orecchio. Tony, venuto a sapere dall'FBI del piano ordito da Junior, medita subito vendetta. Infatti decide subito di eliminare tutti i membri della cospirazione risparmiando chi non ne sapeva nulla ovvero: Patsy Parisi (fratello gemello di Philly Spoons), Gigi Cestone, Bobby Baccalieri Sr. e Jr.Mikey Palmice viene ucciso da Paulie e Chris con numerosi colpi mentre va a fare jogging in un bosco. Chucky Signore viene raggiunto da Tony al porto che lo uccide con diversi colpi con una pistola nascosta nella bocca di un pesce. Junior e Beppy Sasso si salvano solo perché vengono arrestati come molti altri della banda e come Lawrence Barese dell'omonima Banda. Tony si instaura così come unico boss dato che Beppy è stato condannato all'ergastolo e Junior è in attesa di un processo. In seguito l'ultimo cospiratore Philly Spoons Parisi viene ucciso da Gigi Cestone su ordine di Tony per aver messo in giro voci su quest'ultimo e sua madre con lo scopo di screditarlo. Dopodiché Bobby Baccalà diviene un sempre più un capo di alto rango nei DiMeo e Tony lo promuove a capo mandamento della Banda Junior Soprano che diventa così la Banda Baccalieri. Tony inoltre inizia a pensare di fare Bobby il suo successore dato che Chris è noto per la sua tossicodipendenza. Tuttavia Bobby viene brutalmente assassinato dai killer di Phil Leotardo durante la guerra del 2007 tra i Lupertazzi e i DiMeo. Di li in poi non si sa più nulla sulla Banda Baccalieri.

### Philip Parisi
Philip "Philly Spoons" Parisi era un capo nella Banda di Junior Soprano. Dopo la morte di Mikey Palmice e di Chucky Signore e l'arresto di Junior, Philly diviene il capo temporaneo della Famiglia DiMeo essendo il viceboss di Junior. Philly però mette in giro delle voci su Tony e sua madre per metterlo in cattiva luce, quindi Tony approfittando dell'uscita di galera di Gigi Cestone lo fa uccidere da quest'ultimo mentre sono in auto. Philip ha un fratello gemello Pasquale "Patsy" Parisi che soffrirà molto per la morte del fratello. Patsy diventerà ben presto un capo della Famiglia sotto Tony Soprano e al termine della sesta stagione suo figlio Patrick si sposa con la figlia di Tony, Meadow, facendoli imparentare.

### Robert "Bobby" Baccalieri, Sr.
- Interprete: Burt Young. Padre di Bobby Baccalieri Jr., appare nell'episodio 31
- Thomas "Tommy" Di Palma, interpretato da Ed Setrakian
- George "Gus" Inzerillo, interpretato da Craig Zucchero
- Salvatore "Mustang Sally" Intile, interpretato da Brian Tarantina. Appare nell'episodio 31
- Murf Lupo, interpretato da Val Bisoglio
- Joseph "Eggie" Marino, interpretato da Sonny Zito
- Anthony "Tony Black" Maffei, interpretato da John Cenatiempo.
- Donnie Paduana, interpretato da David Wike.
- Giuseppe "Beppy" Scerbo, interpretato da Joe Pucillo
- Charles "Chucky" Signore, interpretato da Sal Ruffino. Ha lavorato con l'amico Mickey Palmice come soldato per Junior Soprano.

### Anthony "Tony Black" Maffei
- Interprete: John Cenatiempo

Anthony Maffei è un membro della banda di Bobby che appare in tutti gli ultimi 6 episodi della serie. Riscuote soldi per Tony e anche gli ultimi soldi di Bobby mentre lo stesso Tony deve nascondersi da Phil Leotardo.

## Banda Barese

### Storia
La Banda Barese venne fondata nel 1980 quando Ercole DiMeo, boss e fondatore della Famiglia DiMeo, decise di premiare Lawrence "Larry Boy" Barese per i suoi alti guadagni dandogli un equipaggio tutto suo. Tra il 1998 e il 1999 accadono due eventi che indeboliscono la banda. Rusty Irish, un grosso spacciatore di droga di Newark che lavora per Larry Boy, viene ucciso da Mikey Palmice su ordine di Junior Soprano per aver venduto droga al nipote di un suo amico facendolo morire. In seguito Larry Boy viene arrestato insieme a Junior e a Joseph "Beppy" Sasso, nuovo viceboss del clan dopo la morte di Philly Spoons. Larry però non essendo stato condannato all'ergastolo continua a comandare la banda dal carcere, fino a quando suo fratello minore Albert "Ally Boy" Barese si offre come nuovo capo. Ally Boy diventa così capo mandamento nella Famiglia DiMeo. Inoltre la Banda Barese dopo la guerra del 2007 è una delle poche rimaste con la Banda Aprile/Gualtieri e la Banda Soprano/Parisi.

### Albert Barese
Interprete: Richard Maldone
Albert "Ally Boy" Barese è il fratello minore del capo mandamento dei DiMeo a comando della Banda Barese. Nel 1998 Rusty Irish viene ucciso facendo perdere moltissimi soldi alla Banda. In seguito Larry Boy viene arrestato ma non condannato all'ergastolo e dunque continua a comandare la Banda dal carcere. In seguito però Ally Boy riporta al vecchio splendore la Banda Barese guadagnando ogni settimana molti soldi. Dunque Albert viene promosso come capo mandamento della Banda Barese al posto del fratello Lawrence. Nel frattempo è in corso la cosiddetta "Guerra dei Rifiuti" tra Albert e Ralph Cifaretto della Banda Aprile per il controllo di alcuni corridoi dei camion per lo smaltimento dei rifiuti. La guerra va avanti con attacchi dinamitardi da entrambe le parti contro i camion. La cosa si conclude con un incontro tra Albert e Ralph a casa di Tony che vuole la fine delle ostilità. All'uscita dal carcere di Richie Aprile nascono i primi dissidi interni con l'attacco a Bensie Gaeta. Richie, scontento del comando di Tony, cerca con Junior un aiuto in Albert e Lawrence che però rifiutano non volendo mettersi contro Tony Soprano. Richie allora propone a Junior di far uccidere i Fratelli Barese ma Junior rifiuta considerando folle l'idea di far uccidere un capo mandamento e suo fratello. Dunque Junior tradisce Richie e organizza il suo omicidio con Tony ma i due vengono anticipati da Janice Soprano che dopo una violenta lite lo uccide a colpi di pistola. Albert ha una buona reputazione dato che porta molti soldi a Tony. Inoltre Albert è tra quelli che pensano che Tony abbia ucciso Ralph per la morte del suo cavallo Pie-O My. Durante la guerra del 2007 con i Lupertazzi si nasconde insieme agli altri capi dei DiMeo in un posto segreto.

### Lawrence "Larry Boy" Barese
- Interprete: Tony Darrow
- Doppiatore: Giorgio Locuratolo

Lawrence Barese è vecchio capo dei DiMeo a capo della potente Banda Barese. La banda venne fondata da lui nel 1980 quando per gli alti guadagni che portava Ercole "Old Man Ecley" DiMeo lo premia dandogli una banda propria. Il suo braccio destro è il fratello minore Albert "Ally Boy" Barese e un membro importante è Rusty Irish grosso spacciatore di droga di Newark che da solo riusciva a portare i soldi di 10 spacciatori messi insieme. Nel 1998 il potere dei Barese viene molto ridotto dato che Rusty Irish viene ucciso da Mikey Palmice su ordine di Junior per aver venduto droga al nipote di un suo amico facendolo morire. Inoltre Lawrence viene arrestato con Junior e il suo vice Joseph Sasso. Non essendo condannato all'ergastolo per un po' continua a comandare la banda dal carcere. In seguito però al buon lavoro del fratello, Ally Boy viene declassato e Albert fatto capo mandamento e Lawrence diventa il suo consigliere.
- Nicholas "Nick Spags" Spagnelli, interpretato da David Francis Calderazzo

## Banda Altieri

### Storia
La Banda è stata fondata nel 1980 da James "Little Jim" Altieri. Il boss Ercole DiMeo lo vide come un astro nascente della Famiglia DiMeo e così gli diede una banda sua. Jimmy venne preso sul serio e convocato a riunioni importanti, nonostante fosse uno tra i capi più giovani della Famiglia. Inoltre Jimmy produsse un grande percentuale del denaro di tutte le Bande divenendo ben presto un uomo di punta dei DiMeo. Nel 1986 il membro di alto rango della Banda Altieri, e cugino di Tony Soprano, Tony Blundetto cercò di rapinare due camion senza Tony che doveva arrivare ma non andò perché venne rapinato da afroamericani (ma in realtà Tony ebbe un attacco di panico a seguito di una lite con la madre). Dunque Tony B venne condannato a 17 anni di carcere. Nel 1999 Jimmy venne arrestato in una sala da biliardo con Big Pussy Bonpensiero con un grosso quantitativo di armi illegali del clan. Jimmy rimane in carcere diverse settimane e alla fine viene rilasciato ma è diventato un informatore dell'FBI. Dopo il suo rilascio Tony e Lawrence Barese notarono il suo comportamento sospetto tirando in ballo affari già svolti durante le riunioni. Allora Tony col benestare di Zio Junior lo fa uccidere. Chris lo porta in un bordello dove poi Silvio lo uccide sparandogli alla testa. In seguito il suo corpo viene trovato in un vicolo con un ratto in bocca.
Con la morte di Jimmy, Tony promosse temporaneamente Carlo Gervasi che però con la morte di Vito diventa capo mandamento della Banda Aprile e dunque ciò che resta degli Altieri viene incorporato negli Aprile e dopo il pentimento di Carlo sia le Bande Aprile che Altieri cessano di esistere e i loro ex componenti si uniscono alla Banda Soprano-Gualtieri.

### James "Little Jimmy" Altieri
- Interprete: Joe Badalucco
- Doppiatore: Roberto Stocchi

Era uno dei caporegime della Famiglia DiMeo. Quando viene arrestato dall'FBI, insieme a Pussy Bonpensiero, per detenzione di un grosso quantitativo di armi illegali, accetta di diventare un informatore per evitare la galera. Per sua sfortuna, quest'informazione viene acquisita anche da Vin Makazian, un detective del polizia al soldo di Tony, che immediatamente informa il boss senza però riuscire a rivelargli con certezza quale fra i due arrestati è la vera talpa. La rapida scarcerazione di Bonpensiero inizialmente fa pensare al boss che sia proprio lui l'informatore ma successivamente, quando anche Altieri viene rilasciato, il suo strano comportamento fa cambiare idea a Tony. Così, viene dato ordine di sbarazzarsi del caporegime, che viene attirato con un pretesto in un albergo di New York e ucciso da Silvio e Christopher. Nonostante tutto faccia pensare che fosse così, nella serie non viene mai confermato se Jimmy avesse davvero tradito la banda o meno.
- Appare negli episodi 4, 6, 8, 9, 11, 12, 13

### Walden Belfiore
- Interprete: Frank John Hughes

Walden è un soldato dei DiMeo. Si vede quasi sempre in compagnia di Carlo, che fa supporre che sia il suo vice. Ciononostante fa diverse gaffe, come quando porta le condoglianze a Tony per la morte di Chris, dicendo sempre che Carlo sta arrivando, finché non viene zittito da Silvio. Però è uno dei sopravvissuti che si nascondono al rifugio dopo il tentativo di Phil Leotardo di annientare i Soprano. Lui stesso uccide Phil in un distributore, prima di scappare con Benny Fazio. Il suo nome è quello del cantante Bobby Darin, nato Walden Robert Cassotto. Probabilmente è anche imparentato con Angie Bompensiero, visto che il suo cognome da nubile era Belfiore. Forse diverrà un capitano, visto che Carlo è diventato un pentito.
- Appare negli episodi 82, 83, 84, 85, 86

### Tony Blundetto
- Terry Doria, interpretato da Ron Castellano.
- Salvatore "Sammy" Grigio, interpretato da Salvatore Piro
- Vincent "Vinny Pitts" Pisaturo, interpretato da Gino Carafelli

## Altri membri della Famiglia Soprano/DiMeo
- Gennaro "Little Pussy" Malanga. Questo personaggio è solo nominato e mai mostrato sullo schermo: si tratta tuttavia di un nemico giurato di zio Junior che nell'ep. 1 decide di eliminarlo nel ristorante di Artie Bucco. Inoltre, nell'ep. 66, zio Junior, in preda a demenza spara a Tony gridando il nome di "Little Pussy", convinto di trovarsi di fronte il suo nemico di un tempo invece del nipote.
- Romeo Martin
- Francesco "Fritzie" Nesti
- Francesco "Cicchi" Sasso, interpretato da Nick Riao
- Eddie Stakes
- Kevin "Hair" Sharkey
- Tommy Gilardi

Thomas "Tommy" Gilardi era un capo mandamento dei DiMeo sotto Eckley DiMeo fino al 1984 anno in cui fu assassinato con un'auto-bomba organizzata da Feech La Manna e Tony Blundetto come si deduce all'inizio del primo episodio della 5 stagione.
- "Fat" Jerry Anastasia. Fu un capo dei DiMeo. Tony fa riferimento a lui in senso dispregiativo, visto il fatto che gli appioppava sempre i conti delle cene quando era un novello soldato.
- Jimmy Bones, interpretato da Mike Memphis
- Joey Cipollini

### Rocco "Rocky" DiMeo
Rocco DiMeo era un capo mandamento sotto Ercole DiMeo. Rocco era il capo mandamento più temuto del New Jersey. Nel 1970 però perse una scazzottata col capo mandamento Richie Aprile che gli rubò la giacca, minando notevolmente la sua credibilità anche a causa della grande differenza di stazza tra i due. Rocco decise così di lasciare il New Jersey e più tardi sviluppò l'Alzheimer.

## Banda Curto

### Storia
La Banda venne fondata intorno al 1960 da Raymond "Buffalo Ray" Curto. Ray era un grande amico di Ercole DiMeo che dunque gli diede il permesso di creare una sua Banda. A quei tempi DiMeo aveva già tre bande avviate (La Manna, Junior e Soprano) e ora ne aveva una quarta: la Banda Curto.
Pur essendo un buon lavoratore, Ray rimase l'unico membro della sua banda per oltre quattro decenni. Nel 2000 Buffalo Ray iniziò a lavorare per l'FBI, per ragioni sconosciute, senza che mai nessuno sospettasse di lui. Nel 2006 Ray morì per un ictus e di conseguenza la Banda Curto si estinse con lui essendo l'unico membro.

### Raymond Curto
Raymond "Buffalo Ray" Curto è un capo mandamento della Famiglia DiMeo del New Jersey a capo della Banda Curto.
Ray è stato l'informatore federale che ha resistito per più tempo nella Famiglia DiMeo essendo un informatore dal 2000 fino al 2006, anno in cui muore per un ictus.

## Banda La Manna

### Storia
La Banda venne fondata da Michele "Feech" La Manna verso la fine degli anni 50, inizio anni 60. La Manna emigrò dalla Sicilia negli anni 50 e si stabilì in New Jersey. Qui incontró Ercole DiMeo. I due divennero molto amici ed erano compagni mafiosi. Quando videro che altri mafiosi si unirono a loro, decisero di creare la Famiglia DiMeo. Ercole gli diede il permesso di formare una banda. La Banda La Manna, seppur composta solo da Feech, era la più potente nella famiglia DiMeo. Feech divenne temuto e rispettato come una leggenda all'interno della famiglia. Dunque tutti pensavano che se fosse capitato qualcusa ad Ercole, lui avrebbe preso il suo posto. Tuttavia nel 1984 viene arrestato con Tony Blundetto per aver ucciso con un'autobomba il capo mandamento Tommy Gilardi e condannato a 20 anni di prigione.
Dato che Feech era dentro quando Ercole venne arrestato il suo successore divenne Jackie Aprile Sr. capo mandamento della Banda Aprile. Per tutta la durata dell'arresto di Feech, la Banda La Manna rimase inattiva.
Nel 2004 Feech esce di prigione e con lui anche Tony Blundetto e vari capi dei Lupertazzi. Feech va da Tony e gli chiede il permesso di ricreare la banda La Manna e Tony acconsente raccomandandolo però di non pestare i piedi a nessuno. Feech però entra subito in rivalità con Paulie per la gestione del racket del falcio del prato a Newark che vuole sia controllato dai nipoti Gary e Jimmy. La cosa poi si risolve con l'intervento di Tony che da a Paulie la zona ovest e a Feech e i suoi nipoti la zona est. Dopo qualche giorno però Feech chiede la gestione della bisca clandestina gestita da Junior, che ormai è andato, e Tony gliela dà. Inoltre però venuto a sapere del matrimonio di un medico ebreo amico di Tony, organizza un maestoso furto d'auto di tutte le auto di lusso degli invitati. Tony venutolo a sapere dall'amico convoca Feech e litigano, poi lo informa di non fare più errori. Tony però, avendo imparato dalla faida con Richie Aprile, decide di "stroncare la cosa sul nascere" e su consiglio di Silvio lo convince a nascondere delle televisioni a schermo piatto da 40 pollici. Tony poi manda l'ospettore della libertà vigilata a casa sua e ispezionando il garage scopre il carico di televisioni e Feech torna in prigione. Feech essendo vecchio molto probabilmente non uscirà più dal carcere e di conseguenza la Banda La Manna si estingue per sempre.

### Michele "Feech" La Manna
- Interprete: Robert Loggia

Negli anni cinquanta, Feech La Manna, insieme ai coetanei Giovanni "Johnny Boy" Soprano e Corrado Junior Soprano, era diventato uno dei più rispettati e temuti capi della famiglia DiMeo. Nonostante il suo status di capo, i giocatori del suo tavolo da poker subiscono una rapina dai giovani Jackie Aprile, Sr. e Tony Soprano. Questa bravata, che poi verrà emulata con tragiche conseguenze dal figlio di Jackie Aprile con due amici, segnerà l'inizio dell'ascesa di Tony e Jackie. Mentre, in una situazione normale, uno sgarro del genere avrebbe portato all'eliminazione dei rapinatori, l'appoggio del fratello maggiore di Jackie, Richie Aprile, uno degli uomini più importanti della famiglia, e il fatto che sia il padre di Tony sia suo zio erano capi sotto il boss DiMeo faranno in modo che la rapina serva a far "prendere sul serio" i due giovani criminali.
Nel 1984, Feech viene condannato a vent'anni di reclusione. Nel 2004, terminata la pena ma in regime di libertà vigilata, fa ritorno nel New Jersey per "tornare nel giro".
Feech va a trovare Tony, divenuto il nuovo boss del New Jersey, e gli chiede di tornare in azione. Tony lo riammette nel giro, a condizione che Feech non pesti i piedi a nessuno, e gli affida un importante tavolo da poker. Tuttavia Feech è molto restio ad accettare gli ordini di un boss che ha conosciuto "in calzoni corti" e ben presto prende iniziative che lo mettono in attrito con la famiglia, come ad esempio imporre la ditta del nipote per la manutenzione dei giardini e rubare tutte le macchine di lusso al matrimonio di un medico ebreo, amico di Tony e giocatore abituale del tavolo da poker adesso gestito da Feech. Tony capisce che la gestione dei malavitosi che escono dal carcere dopo una lunga pena, come Feech e Richie Aprile, può essere molto problematica e su consiglio di Silvio Dante "stronca la cosa sul nascere". Tony organizza quindi una trappola: Christopher Moltisanti e Benny Fazio vanno a trovare Feech e fingono di dover nascondere un camion carico di televisori al plasma rubati. Feech prende l'occasione per offrire riparo al camion all'interno del suo garage, in cambio di un televisore e qualche migliaio di dollari, ma il giorno dopo un nuovo agente della libertà vigilata va a controllarlo e scopre le televisioni. Feech, chiamato" The King of Grissini" perché possiede una panificio chiamato "La Manna Bakery", viene arrestato e torna in carcere.
- E.Gary La Manna. Gestisce con il fratello Jimmy il racket della manutenzione dei giardini nella zona est di Newark. Inoltre lavora per lo zio Feech, riscuotendo e aiutando nella gestione della bisca di Junior ed è presente con Jimmy ed altri al furto delle auto al matrimonio ebreo.
- Jimmy La Manna. Fratello di E.Gary La Manna e nipote di Feech La Manna. Gestisce col fratello il racket della manutenzione dei giardini nella zona est di Newark.

## Personaggi legati agli affari economici della Famiglia
Di seguito i personaggi che, nel corso delle stagioni, hanno intrattenuto affari con la Famiglia Di Meo.
- Hector Anthony, interpretato da Manny Siverio
- Ariel, interpretato da Ned Eisenberg
- Dick Barone, interpretato da Joe Lisi
- Vic Caputo, interpretato da Joseph Leone
- Warren Dupree, interpretato da Brian Anthony Wilson

### Adriana La Cerva
- "Black" Jack Massarone, interpretato da Robert Desiderio
- Hillel Teittleman, interpretato da Sig Libowitz
- Shlomo Teittleman, interpretato da Chuck Low

### Maurice Tiffen
Interpretato da Vondie Curtis-Hall. Appare nell'episodio 46. Maurice è un amico del college di Ronald Zellman. Ha lavorato per molti anni con varie organizzazioni benefiche. Nel 2002 viene messo in contatto con Tony Soprano attraverso Zellman. Maurice comprava alcune case dei quartieri poveri con la promessa di ripulirle utilizzando i prestiti HUD, poi Maurice si faceva risarcire i prestiti dicendo che il progetto non era buono e si allontanava dall'affare con una quota. Dopo alcuni problemi con degli spacciatori afroamericani della zona, assolda su consiglio di Zellman dei ragazzi per cacciare i drogati e gli spacciatori. Gli uomini di Maurice arrivano e cacciano tutti con le mazze.

## Killer professionisti a contratto

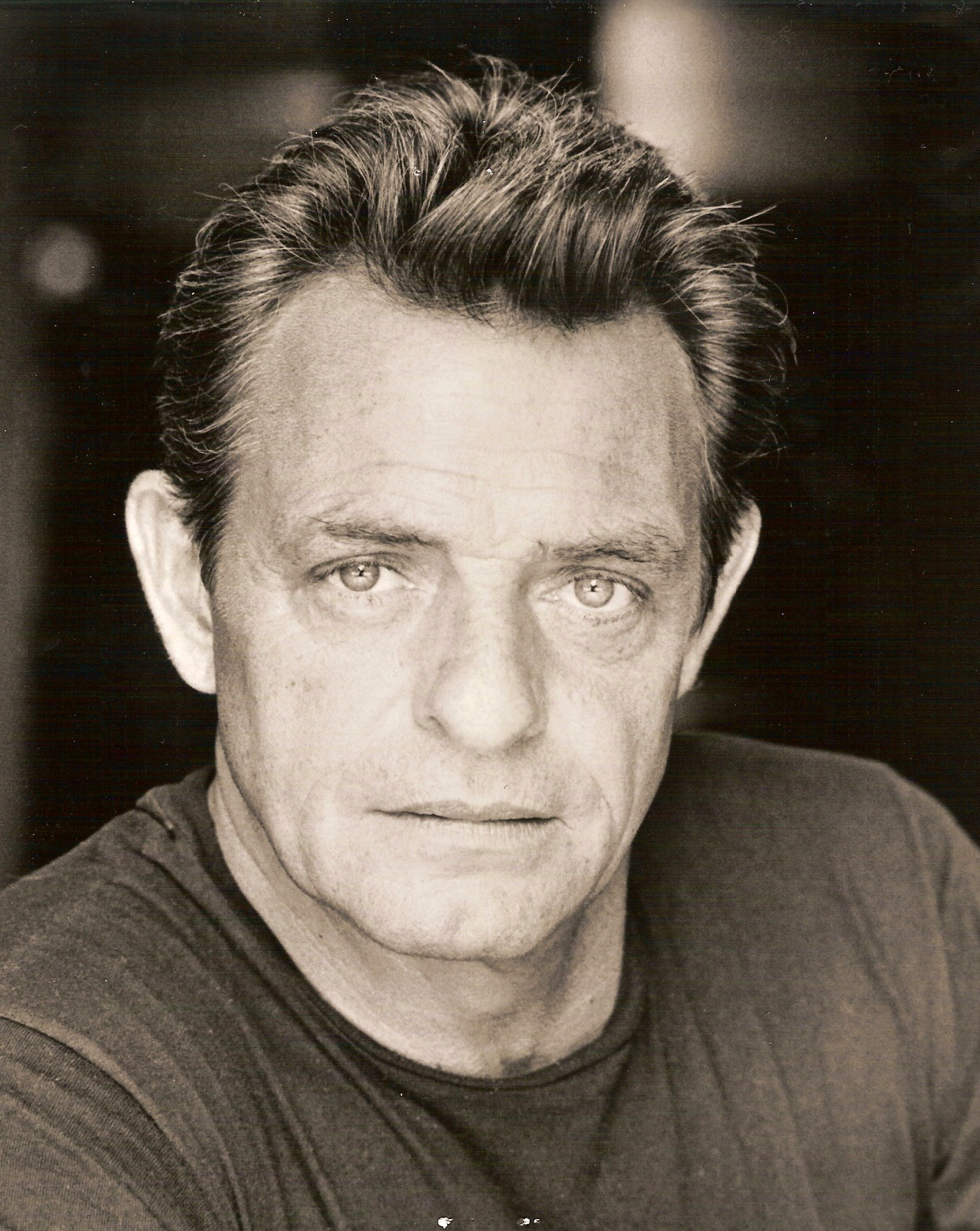
Richard Bright, celebre per il ruolo di Al Neri ne Il padrino, è Frank Crisci in un piccolo cameo

Sono i cosiddetti hired goons, assassini a contratto che operano su commissione. Mercenari non appartenenti direttamente alle organizzazioni, sono spesso assunti dai membri delle Famiglie per compiere attentati, molti dei quali nemmeno avvengono (per variazioni inattese di piani e programmi).

### Lou "DiMaggio" Gallina
Interpretato da John Castellana, Lou Gallina è un vecchio killer, a capo degli Atwell Avenue Boys, una banda di feroci killer e trafficanti d'armi di Boston. Lou e i suoi vengono raccomandati a Tony da Junior, che gli racconta come gli Atwell Avenue Boys sono gli unici che non hanno fatto soldi con l'eroina dato che il loro vecchio capo ne era contrario. In seguito il boss venne arrestato proprio per traffico di eroina, scoprendo così che il vecchio boss li aveva venduti alla polizia e aveva trafficato con gli spacciatori afroamericani. Fu allora che Lou acquisì il suo soprannome, dato che aveva usato una mazza da baseball (sport del campione Joe DiMaggio) per sfondare il cranio del vecchio traditore e instaurarsi come boss della banda. Lou incontra Silvio e Chris per commissionare l'omicidio di Johnny Sack, che poi viene annullato.

### Frank Crisci
Interpretato da Richard Bright, Frank Crisci è il braccio destro di Lou DiMaggio e membro di alto rango degli Atwell Avenue Boys. È sempre stato al fianco di Lou e dopo la morte del vecchio boss, Frank è diventato il secondo in comando degli Atwell Avenue Boys. Partecipa all'incontro con Silvio e Chris per organizzare l'omicidio, successivamente annullato, di Johnny Sack.
- Antjuan, interpretato da Sharif Rashed
- John Clayborn, interpretato da John Eddins

### Credenzo Curtis e Stanley Johnson
Curtis e Johnson sono due importanti spacciatori afroamericani al comando di una banda di trafficanti di droga afroamericana con sede ad Irvington, in New Jersey. Sono i fornitori di eroina di Chris e lavorano anche come killer. Quando i rapporti tra Tony e Carmine Lupertazzi si deteriorano, Johnny Sack chiede a Tony di far fuori il vecchio boss (al quale non ha mai perdonato di non aver ricevuto il permesso di uccidere Ralph Cifaretto) permettendogli così di salire al trono.
Tony, seppur riluttante, accetta e incarica il nipote Chris di organizzare l'omicidio. Chris allora va ad Irvington per parlare con Curtis e Johnson, che accettano e ricevono un acconto. Alla fine però il vecchio boss trova un accordo con Tony e questi decide di annullare l'omicidio, provocando la rabbia di Johnny. A questo punto, per nascondere di aver commissionato l'omicidio di un boss di New York, Tony ordina l'omicidio di Curtis e Johnson, che vengono attirati da Chris sotto il ponte di Irvington per ritirare comunque la metà del compenso pattuito e vengono assassinati da Benny Fazio e Peter La Rosa, che riprendono i soldi e fuggono.
- Rasheen Ray, interpretato da Touche
- Special K, interpretato da J. D. Williams
- Italo, interpretato da Carlo Giuliano. Sicario napoletano, si occuperà dell'omicidio di Rusty Milio e di Phil Leotardo (sosia innocente) con aiutanti diversi.
- Salvatore, interpretato da Peter Allas.

È una spalla di Italo.
- Roberto, interpretato da Davide Borella.

È una spalla di Italo.

## Personaggi legati agli affari criminali della Famiglia
In questa lista appaiono tutti quei personaggi che non hanno un ruolo vero e proprio all'interno dell'organizzazione (non sono affiliati oppure lo sono ma in altre Famiglie) ma partecipano, in modi diversi (anche indirettamente) agli affari della Famiglia Soprano: politici e poliziotti corrotti, prestanome, avvocati e altri ancora.
- Ahmed e Muhammad. Interpreti Taleb Adlah e Donnie Keshawarz
- Augusto "Little Auggie" Aprile, interprete …
- Joseph "Joey" Cogo, interpretato da David Copeland. Viene nominato nell'episodio 54
- Debbie, interpretata da Karen Sillas. Appare nell'episodio 11
- Angelo Giacalone. Viene nominato nell'episodio 66
- Barry Haydu, interpretato da Tom Mason. Appare nell'episodio 40.
- Kamal, interpretato da Homie Doroodian. Appare nell'episodio 64.
- Eli Kaplan, interpretato da David Shuman. Appare negli episodi 66 e 81

### Orange J
Interpretato da Bryan Hicks, appare nell'episodio 10 ed è il braccio destro e guardia del corpo del boss della droga e rapper Massive Genius. Avvicina Chris e Adriana per avvisarli del loro interesse da parte di Massive Genius. Li accompagna alla villa di quest'ultimo ed è presente all'incontro tra i due. Successivamente lui e Massive entrano in conflitto con Hesh Rabkin per avere un risarcimento per lo sfruttamento musicale che Hesh ha fatto di una canzone scritta da un parente di Massive.
- Reverendo James, Jr., interpretato da Gregory Alan Williams

### Emil Kolar
Interpretato da Bruce Smolanoff, appare negli episodi 1 e 8.
Emil Kolar è il figlio del direttore della Kolar Sanitation, una società rivale della Barone Sanitation sostenuta dai Soprano. La Kolar Sanitation è l'unica rivale nella gara per l'acquisizione dei percorsi alle Toborough Towers che frutteranno molti soldi ai Soprano. Così Chris Moltisanti col pretesto di un affare di droga, riguardante della cocaina, lo invita da Satriale. Appena arrivato, Chris lo uccide con diversi colpi di pistola colpendolo alle spalle mentre era intento a provare la cocaina e ne seppellisce il corpo fuori città con Big Pussy Bonpensiero. Tuttavia, dopo un sogno dove lo vede da Satriale, decide di seppellirlo sotto un ponte a Staten Island. Più avanti Chris scopre che il terreno dove sorge il ponte è stato acquistato e allora sposta di nuovo il corpo, sotto forma di ossa, buttandolo in un lago.
- Rene LeCours, interpretato da Marc Bonan. Appare nell'episodio 78.
- Alex Mahaffey, interpretato da Michael Gaston. Appare nell'episodio 1.
- Vin Makazian, interpretato da John Heard

### Massive Genius
Interpretato da Bokeem Woodbine, appare nell'episodio 10. Massive Genius è un boss della droga e famoso rapper afroamericano. Il suo braccio destro è Orange J che lo consiglia sul da farsi e lo protegge come guardia del corpo. Nel 1999 incontra Chris Moltisanti e Adriana La Cerva e li invita ad una festa. In questa occasione informa Chris di voler un risarcimento da parte di Hesh Rabkin, socio dei DiMeo, per aver sfruttato musicalmente un parente di Massive negli anni 80. Massive decide di citare in giudizio Hesh, ma questi lo informa di essere in possesso di un brano che Massive Genius ha usato senza averne i diritti e che quindi può a suo volta citarlo in giudizio. Si presuppone che Massive nel corso del 2000 abbia abbandonato l'idea.
- Matush Gia, interpretato da Nick Tarabay.
- Harold Melvoin, interpretato da Richard Portnow.
- Neil Mink, interpretato da David Margulies.
- Willie Overall, interpretato da Herbert Rogers. Appare nell'episodio 80. Willie era un allibratore nel corso del 1980. Willie aveva un debito di gioco con Johnny Boy Soprano che decise di farlo uccidere da Paulie e da suo figlio Tony per "fargli fare le ossa". Quello di Willie Overall è il primo omicidio di Tony Soprano.

### George Paglieri
Interpretato da Peter Mele, appare nell'episodio 86. George Paglieri è il boss (ed è anche l'unico personaggio che si vede sullo schermo) di una delle "Cinque famiglie" (di finzione) di New York che non siano i Lupertazzi. Il suo ruolo (determinante) è quello di organizzare l'incontro fra i DiMeo e i Lupertazzi per risolvere la guerra di bande del 2007.

### Herman "Hesh" Rabkin

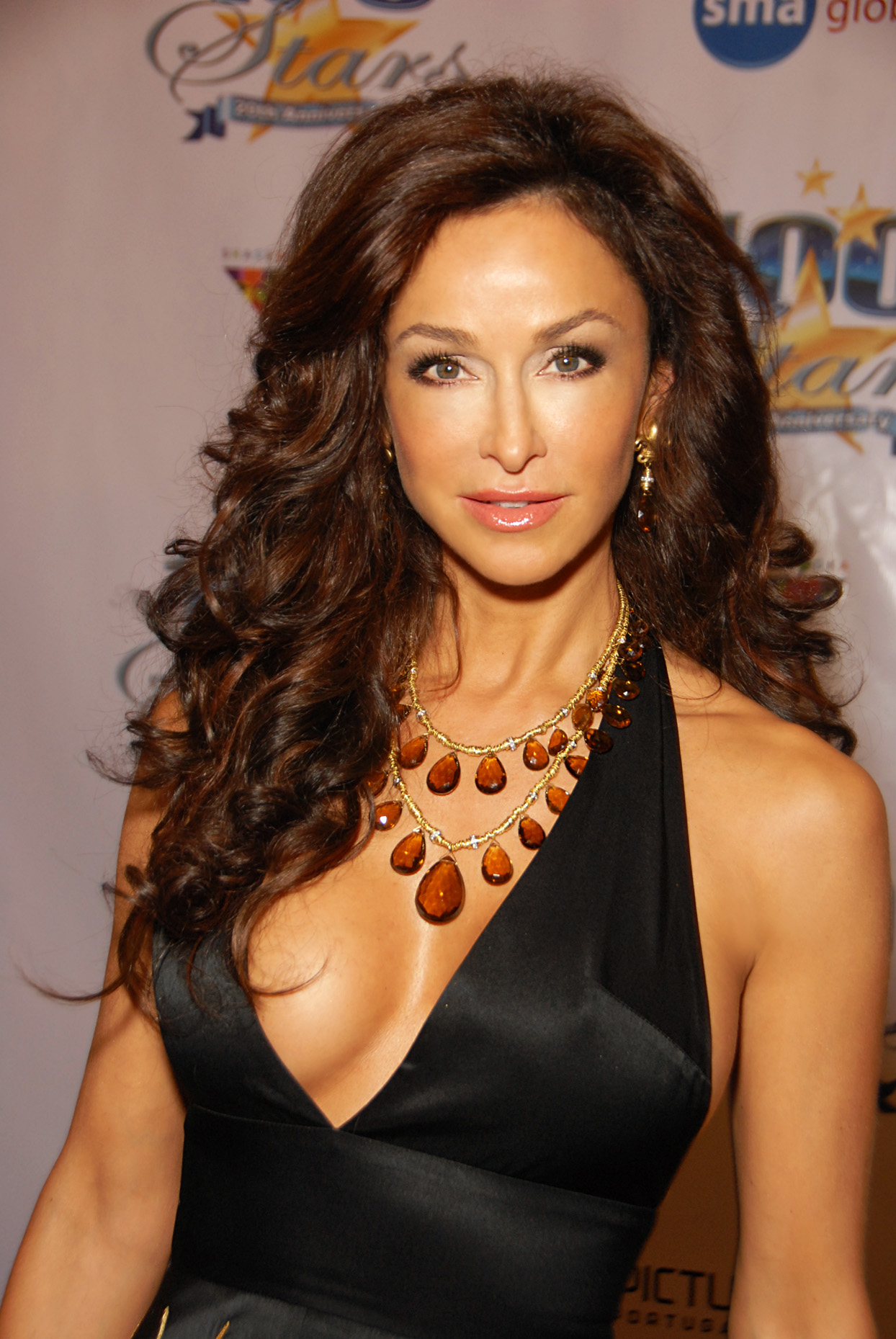
Sofia Milos interpreta il boss Annalisa

### Rusty Irish
Interpretato da Christopher J Quinn, appare nell'episodio 6 ed è un affiliato alla Banda Barese quando è comandata da Larry Boy Barese. Rusty è un grosso spacciatore di droga di Newark ed è il miglior lavoratore della Banda Barese. Junior viene a sapere da un suo amico che il nipote gli è morto buttandosi da un ponte in preda ad una psicosi indotta dalla droga acquistata da Rusty. Junior arrabbiato per la vendita di droga ai ragazzini da parte di Barese fa uccidere Rusty che infatti viene buttato giù dallo stesso ponte da Mikey Palmice e Giuseppe Marino. Larry Boy va da Tony molto arrabbiato per la morte di Rusty, dato che riusciva a portare soldi quanto altri 10 spacciatori. Con la sua morte la Banda Barese perde importanza e sarà molto più debole, fino all'ascesa di Albert Barese come capo.

### "Yo-Yo" Mendez
Interpretato da Shawn McLean, appare nell'episodio 4. È un grosso spacciatore di droga che opera sul territorio di Christopher Moltisanti e di conseguenza gli dà una fetta dei suoi guadagni. Il suo soprannome deriva dal suo costante utilizzo di uno yo yo. Nella guerra del 1999 Junior si sposta sul territorio di Chris e costringe Yo Yo a pagare lui invece di Chris. Quest'ultimo venutolo a sapere lo picchia brutalmente, lo deruba e gli dice che se non pagherà lui, non pagherà più nessuno perché sarà morto.

### Reuben Santiago
Interpretato da Yul Vazquez, appare nell'episodio 42.
Reuben Santiago detto "Il Cubano" è un socio d'affari di lunga data dei DiMeo e amico personale di Hesh Rabkin. Ha una passione per i cavalli e gestisce un giro di scommesse sulle corse di cavalli. Per la sua passione si reca spesso alle stalle di Hesh Rabkin a controllare la salute dei cavalli in particolare quella di Pie-O My, il cavallo di Tony. Un giorno, mentre è alle stalle, finisce per litigare con Hesh quando paragona Cristoforo Colombo ad Hitler e Hesh lo chiama antisemita. Dunque, per evitare di arrivare alle mani, lascia le stalle.
- Marty Schwartz, interpretato da Jerry Grayson, è un affiliato a Hesh Rabkin che opera ad Atlantic City, gestendo l'industria del gioco d'azzardo. Marty mette in contatto Tony Soprano e capo indiano Doug Smith per parlare dei disordini civili nel corso del Columbus Day.
- Capo Doug Smith

Interpretato da Nick Chinlund, appare nell'episodio 42.
Doug Smith è il CEO del Casinò Mohank di Atlantic City. Hesh Rabkin mette in contatto Tony con Smith per risolvere le controversie razziali riguardo al Columbus Day. Doug informa Tony di non poter far nulla con Del Redclay (l'indiano a capo della rivolta) e che quindi può al massimo ospitarli gratis al suo casinò. Tony accetta ma successivamente scopre che Doug lo ha invitato solo per ottenere la presenza del cantante Frankie Valli nel suo casinò e, arrabbiato, incarica della cosa Silvio Dante.
- Teddy Spirodakis, interpretato da Joseph Caniano. Appare nell'episodio 66. Theodore Spirodakis detto "Teddy" è un giocatore d'azzardo obeso di origini greche. Abita a Boston nel Massachusetts. Ha dei pesanti debiti di gioco con Christopher Moltisanti e questo è il motivo per cui quest'ultimo lo fa uccidere da Eugene Pontecorvo. Teddy è estremamente ingenuo sulla criminalità organizzata, infatti quando vede Eugene nel fast food lo saluta riconoscendolo, ma subito dopo Eugene a malincuore lo uccide.

### Gallegos
Interpretato da Jessy Terrero, appare nell'episodio 10.
Gallegos è un grosso trafficante di droga colombiano a capo di un distaccamento di narcos colombiani in New Jersey. Tony ha avvertito più volte la sua organizzazione di cessare le loro attività sul territorio dei Soprano. Così, all'ennesimo rifiuto, Tony manda Paulie e Big Pussy ad ucciderlo. Nella sua stanza di hotel Paulie lo immobilizza e lo uccide sparandogli in testa. Subito dopo lui e Pussy trovano diverse valigie piene di soldi, frutto degli ultimi mesi di lavoro della sua banda. Paulie comunica a Tony la morte di Gallegos dicendo: "Juan Valdez è stato separato dal suo asino", facendo un chiaro riferimento alle pubblicità di caffè colombiano. Più tardi Tony scopre che la banda di Gallegos, che operava dalla cantina di un complesso di appartamenti a Newark, ha continuato ad operare ad Elizabeth anche dopo la morte di Gallegos. Tony manda Paulie e Cary De Bartolo ad ucciderli e a rubare il loro denaro, come avvenuto la prima volta, e la cosa finisce in un massacro, con 3 colombiani morti e Paulie ferito alla gamba. Paulie e Cary riescono comunque a trovare i soldi, nascosti nella lavastoviglie, e li portano a Tony.

### Slava Malevsky
Interpretato da Frank Ciornei, appare negli episodi 36 e 37. Boss che comanda un'importante famiglia mafiosa russa con cui Tony fa saltuariamente affari, soprattutto per il riciclaggio di denaro sporco.
- Igor Parnasky, interpretato da Igor Zhivotovsky. Appare negli episodi 30 e 36. Igor è il russo che si incarica di recuperare la protesi di Svetlana rubata da Janice. Dopo aver picchiato e minacciato Janice sparisce, ma qualche episodio dopo Tony decide di vendicare la sorella e insieme a Furio lo picchia a morte, lasciandolo sotto una slitta di Babbo Natale, in una vetrina di un negozio.

### Valery
Interpretato da Vitali Baganov, appare negli episodi 36 e 37. È un personaggio "leggendario" all'interno della serie, essendo il protagonista, con Paulie e Chris di Caccia al russo, una delle puntate maggiormente apprezzate e amate da pubblico e critica. È amico intimo e vice di Slava Malevsky, membro di alto rango della mafia russa. Tutti e due sono stati soldati nei reparti speciali russi e hanno combattuto in Cecenia. Dopo essere stato creduto morto e portato da Paulie e Chris in un bosco, riesce a fuggire, probabilmente colpito alla testa. Alla fine dell'episodio l'auto di Paulie è sparita e tutto lascia credere che Valery sia ancora vivo. Di lui non si farà più menzione durante la serie.

### Ronald Zellman
Interpretato da Peter Riegert, è un deputato membro della camera bassa del legislatore statale, che ha agito come agente politico per la Famiglia DiMeo sotto Tony Soprano. Zellman ha anche aiutato Tony ad istituire la truffa HUD alle case popolari, presentandogli Maurice Tiffen.
Nel 2002 la ex amante di Tony inizia a vedersi con Zellman. Tony inizialmente gli dà la sua benedizione, ma poi una sera va a casa sua e lo picchia con la cintura dei pantaloni. Tony e Zellman non hanno avuto più affari o incontri. Ma nel 2006 Tony torna da lui e gli chiede di far uscire il figlio A.J di prigione, dato che aveva tentato di uccidere Zio Junior.
- Annalisa Zucca, interpretata da Sofia Milos, appare negli episodi 17 e 26
- Don Vittorio, interpretato da Vittorio Duse, appare nell'episodio 17.
- Mauro Zucca. Viene nominato nell'episodio 17.
- Nino, Camillo, Pino, Raffaele, Tanno, interpretati rispettivamente da Antonio Lubrano, Raffaele Giulivo, Guido Palliggiano, Ciro Maggio e Giuseppe Zeno. Sono dei mafiosi che lavorano per Annalisa Zucca e appaiono tutti nell'episodio 17.

## Leadership Storica

### Boss (ufficiale e reggente)
- anni sessanta-1995 - Ercole DiMeo
- 1995-1998 - Giacomo Aprile
- 1998-2004 - Corrado Soprano
  - Reggente 1998-2004 - Tony Soprano
- 2004-? - Tony Soprano
  - Reggente 2006 - Silvio Dante
- 2007-? Tony Soprano

### Viceboss
- 1998-1999 Joseph Sasso
- 1999-2004 - Anthony Soprano
- 2004-2006 - Paul Gualtieri
- 2006-2007 - Robert Baccalieri Jr.
- 2007-? - Paulie Gualtieri

### Consigliere
- 1999 - Michael Palmice
- 1999-2007 - Silvio Dante
- 2007-? - Silvio Dante

## Capidecina

### Banda Soprano/Parisi
- anni sessanta-1984 - John Soprano
- 1984-1999 - Anthony Soprano
- 2000-2004 - Paul Gualtieri
  - Reggente 2002-2003 - Christopher Moltisanti
- 2004-2006 - Christopher Moltisanti
- 2006-2007 - Paul Gualtieri
- 2007-? - Pasquale Parisi

### Banda Junior Soprano/Baccalieri
- anni sessanta-1999 - Corrado Soprano
- 1999-2000 - Philip Parisi
- 2001-2006 - Robert Baccalieri Jr.

### Banda Aprile/Gualtieri
- anni settanta-1984 - Richard Aprile
- 1984-1996 - Giacomo Aprile
- 2000 - Richard Aprile
- 2001 - Luigi Cestone
- 2001-2003 - Ralph Cifaretto
- 2003-2006 - Vito Spatafore
- 2007-? Paulie Gualtieri

### Banda Barese
- anni ottanta-? - Lawrence Barese
  - Reggente 1999-? - Albert Barese

### Banda Altieri/Gervasi
- anni ottanta-1999 - James Altieri
- 1999-2007 - Carlo Gervasi
- Estinta dal 2007 - Passa sotto la banda Soprano/Parisi

### Banda La Manna
- Anni sessanta/2004 - Michele "Feech" La Manna

Estinta dal 2004

### Banda Curto
Anni settanta/2006-Raymond "Buffalo Ray" Curto.
Estinta dal 2006

### Altri capidecina di bande sconosciute
- anni sessanta-1984 - "Fat Jerry" Anastasia